# 侯德封
侯德封（1900年4月8日—1980年2月24日），中国地球化学家。

## 生平
生于河北高阳。1923年毕业于北京大学地质系。1955年当选中国科学院学部委员(院士)。曾任中国科学院地质研究所所长、研究员，兼任地球化学研究所所长。中国地球化学、铀矿地质和第四纪地质的开拓者和奠基人。主要从事矿产地质研究工作。